# Die Rosenbaum-Doktrin
Die Rosenbaum-Doktrin ist ein fiktionales Interview von Wolfgang Herrndorf, die 2007 in der Reihe „Schöner Lesen“ des Verlags SuKuLTuR erschienen ist.

## Inhalt
Der Interviewer, der den Namen des Autors trägt, besucht den fiktiven Weltraumpiloten Friedrich Jaschke in einem Berliner Altersheim. Jaschke wurde 1948 in Wismar geboren und starb vier Wochen nach dem Interview, am 12. Dezember 2006. In dem Gespräch geht es um die Entwicklung der Raumfahrt nach dem Ende des Zweiten Weltkriegs. Obwohl sich die USA für ihr Raumfahrtprogramm auf das gesamte Know-how von Wernher von Braun und seinem Team stützen konnte, gelang es den Sowjets, mit der Sputnik-Mission 1957 und dem Gagarin-Flug 1961 die Oberhand zu gewinnen. Jaschkes Erklärungen für diese und andere Ereignisse fallen sehr skurril aus. Er selbst ist nach eigenen Angaben ab 1977 zusammen mit Sigmund Jähn ausgebildet worden, wobei seine Kopfrechenkünste dabei von Vorteil gewesen seien: „Man mußte mit dem Rechenschieber umgehen können. Jeder Astronaut hatte an seinem Raumanzug so ’ne längliche Tasche für den Rechenschieber.“
Jaschke, der selbst letztlich nie im All gewesen ist, berichtet im Folgenden von einer angeblichen Rosenbaum-Doktrin, benannt nach dem (fiktiven) russischen Kybernetiker Leonid Rosenbaum. Sie regele den Umgang mit unerklärlichen und übersinnlichen Dingen, die man als Kosmonaut im Weltall eventuell zu Gesicht bekommt:

„Es gibt nichts Unerklärliches, konkret hieß das, in der sowjetischen Fachsprache: Wenn da oben etwas Unerklärliches auftaucht, also was auch immer – Außerirdische – erschießen wir das mit der Bordkanone und tun so, als hätten wir nichts gesehen. (lacht) Das war die Rosenbaum-Doktrin.“

Im Grunde gelte diese Doktrin bis heute. Das Gespräch endet damit, dass Jaschke von einer Pflegeschwester zum Mittagessen gerufen wird.
Nach der Publikation der Originalausgabe 2007 im Verlag SuKuLTuR ist der Text außerdem am 1. März 2008 in der Tageszeitung „Die Welt“ sowie als Gratisbeilage des Hotels Römerbad in Badenweiler erschienen (beide Publikationen stehen im Zusammenhang mit der Verleihung des ersten Deutschen Erzählerpreises an Wolfgang Herrndorf). Eine aserbaidschanische Übersetzung der Rosenbaum-Doktrin erschien 2012 in der achtzehnten Ausgabe der Literaturzeitschrift „Alatoran“, einem von Marc Degens herausgegebenen, deutsch-aserbaidschanischen Themenheft zur deutschen Gegenwartsliteratur.

## Ausgaben
- Die Rosenbaum-Doktrin. SuKuLTuR Verlag, Berlin 2007, ISBN 978-3-937737-72-0.
- Die Rosenbaum-Doktrin. In: Die Welt. 1. März 2008. (www.welt.de)
- Die Rosenbaum-Doktrin und andere Texte. Rowohlt Verlag, Reinbek bei Hamburg 2017, ISBN 978 3 499 29129 6